# Football Club Internazionale 1947-1948
Questa voce raccoglie le informazioni riguardanti il Football Club Internazionale nelle competizioni ufficiali della stagione 1947-1948.

## Stagione
Con Giuseppe Meazza sedutosi in panchina per dar seguito ai fasti compiuti da calciatore, nel 1947 l'Inter scelse San Siro quale nuovo impianto in coabitazione col Milan: da segnalare l'acquisto di un talentuoso quanto ribelle attaccante come Lorenzi, fattosi espellere già al debutto per reciproche scorrettezze con l'alessandrino Rosetta. Del suo sputo a Boniperti pagò invece le conseguenze il compagno di squadra Quaresima, atterrato da un pugno che lo juventino Rava sferrò contro Veleno finendo tuttavia per mancarlo.
Un derby milanese perso il 2 novembre 1947 cambiò volto in negativo alla stagione, costellata da ben 19 battute d'arresto in 40 gare: particolarmente sofferto il periodo tra febbraio e aprile, con la vittoria ritrovata solamente dopo 8 incontri. La crisi attraversata in tale periodò compromise, de facto, il campionato nerazzurro: scampata alla retrocessione con un amaro dodicesimo posto, la formazione si arrese a Salerno nell'ultima giornata per un risultato insufficiente a garantire la salvezza dei locali granata.

## Divise
| Casa |

## Organigramma societario
Area direttiva
- Presidente: Carlo Masseroni
- Consigliere: Giuseppe Prisco
- Consigliere: Amerigo Brizzolara

Area tecnica
- Allenatore: Giuseppe Meazza, poi Carlo Carcano, poi David John Astley

Area sanitaria
- Massaggiatore: Bartolomeo Della Casa

## Rosa
| N. |                   | Ruolo | Calciatore         |
| -- | ----------------- | ----- | ------------------ |
|    | Italia (bandiera) | P     | Angelo Franzosi    |
|    | Italia (bandiera) | P     | Giuseppe Albani    |
|    | Italia (bandiera) | D     | Franco Pian        |
|    | Italia (bandiera) | D     | Ubaldo Passalacqua |
|    | Italia (bandiera) | D     | Luciano Gariboldi  |
|    | Italia (bandiera) | D     | Tristano Pangaro   |
|    | Italia (bandiera) | D     | Sergio Marchi      |
|    | Italia (bandiera) | C     | Aldo Campatelli    |
|    | Italia (bandiera) | C     | Osvaldo Fattori    |
|    | Italia (bandiera) | C     | Camillo Achilli    |
|    | Italia (bandiera) | C     | Gustavo Fiorini    |
|    | Italia (bandiera) | C     | Giuseppe Arezzi    |

| N. |                     | Ruolo | Calciatore       |
| -- | ------------------- | ----- | ---------------- |
|    | Italia (bandiera)   | C     | Alfredo Colombo  |
|    | Italia (bandiera)   | C     | Raffaele Guaita  |
|    | Romania (bandiera)  | C     | Nicolae Simatoc  |
|    | Italia (bandiera)   | C     | Sergio Susmel    |
|    | Italia (bandiera)   | A     | Benito Lorenzi   |
|    | Italia (bandiera)   | A     | Rinaldo Fiumi    |
|    | Ungheria (bandiera) | A     | Tibor Garay      |
|    | Italia (bandiera)   | A     | Giuseppe Madini  |
|    | Italia (bandiera)   | A     | Cosimo Muci      |
|    | Italia (bandiera)   | A     | Bruno Quaresima  |
|    | Italia (bandiera)   | A     | Giacomo Neri     |
|    | Uruguay (bandiera)  | A     | Bibiano Zapirain |

## Risultati

### Serie A

#### Girone di andata
| Arbitro: | Bellè (Venezia) |

|          |           |                       |
| Neri 38’ | Marcatori | 63’ Francesco Pernigo |

| Arbitro: | Galeati (Bologna) |

|              |           |               |
| Cominelli 6’ | Marcatori | 26’ Quaresima |

| Arbitro: | Vannini (Bologna) |

|                                                         |           |  |
| 38’, 62’ Quaresima 67’, 86’ Zapirain 70’, 79’ Quaresima | Marcatori |  |

| Arbitro: | Gemini (Roma) |

|              |           |                                        |
| Bassetto 58’ | Marcatori | 8’, 72’ Quaresima 31’ Madini 45’ Fiumi |

| Arbitro: | Dattilo (Roma) |

|                                              |           |                         |
| Lorenzi 15’, 53’ Zapirain 55’ Campatelli 60’ | Marcatori | 69’ Kincses 88’ Cergoli |

| Arbitro: | Pieri (Trieste) |

|               |           |  |
| Remondini 59’ | Marcatori |  |

| Arbitro: | Savio (Torino) |

|                                                 |           |  |
| Lorenzi 1’, 5’, 18’, 30’ Fiumi 54’ Zapirain 79’ | Marcatori |  |

| Arbitro: | Dattilo (Roma) |

|                                          |           |                             |
| Annovazzi 13’ Raccis 38’ Carapellese 44’ | Marcatori | 22’ Zapirain 36’ Campatelli |

| Arbitro: | Poggipollini (Ferrara) |

|                     |           |                                  |
| Tieghi 3’, 20’, 25’ | Marcatori | 15’ (aut.) Soldani 76’ Quaresima |

| Arbitro: | Gamba (Napoli) |

|                       |           |  |
| Cappellini 17’ (aut.) | Marcatori |  |

| Arbitro: | Boffardi (Genova) |

|                                       |           |              |
| Quaresima 11’, 42’ Quaresima 61’, 70’ | Marcatori | 56’ Mongelli |

| Arbitro: | Galeati (Bologna) |

|                                                       |           |  |
| Menti 20’ Loik 30’ Mazzola 32’ Fabian 49’ Gabetto 64’ | Marcatori |  |

| Arbitro: | Agnolin (Bassano del Grappa) |

|                                           |           |  |
| Achilli 40’ Lorenzi 44’ Zapirain 47’, 67’ | Marcatori |  |

| Arbitro: | Gemini (Roma) |

|              |           |                                             |
| Zambelli 44’ | Marcatori | 12’ Lorenzi 52’, 58’ Quaresima 81’ Zapirain |

| Arbitro: | Bonivento (Venezia) |

|                        |           |            |
| Quaresima 56’ Muci 90’ | Marcatori | 55’ Gritti |

| Arbitro: | Dattilo (Roma) |

|             |           |  |
| Badiali 55’ | Marcatori |  |

| Arbitro: | Galeati (Bologna) |

|                          |           |                                    |
| Di Paola 12’ Ferrari 30’ | Marcatori | 24’ Fiumi 67’ Fattori 84’ Zapirain |

| Arbitro: | Silvano (Torino) |

|                                    |           |  |
| Krieziu 23’ La Paz 31’ Ganelli 84’ | Marcatori |  |

| Arbitro: | Poggipollini (Ferrara) |

|            |           |              |
| Arezzi 52’ | Marcatori | 33’ Tosolini |

| Arbitro: | Guarda (Mestre) |

|                           |           |               |
| Quaresima 11’ Lorenzi 43’ | Marcatori | 77’ Vaschetto |

#### Girone di ritorno
| Arbitro: | Canavesio (Torino) |

|                           |           |  |
| Bertoni I 56’ Pernigo 78’ | Marcatori |  |

| Arbitro: | Agnolin (Bassano del Grappa) |

|  |           |                                              |
|  | Marcatori | 24’ (rig.) Mari 56’ (aut.) Pian 75’ Fabbri V |

| Arbitro: | Dattilo (Roma) |

|                    |           |  |
| Pangaro 54’ (aut.) | Marcatori |  |

| Arbitro: | Gamba (Napoli) |

|                   |           |                                        |
| Zapirain 40’, 61’ | Marcatori | 10’, 13’, 87’ Silvestrelli 20’ Baldini |

| Arbitro: | Bernardi (Bologna) |

|                         |           |  |
| Boniperti 9’ Parola 78’ | Marcatori |  |

| Arbitro: | Poggipollini (Ferrara) |

|             |           |               |
| Fiorini 54’ | Marcatori | 46’ Gualtieri |

| Arbitro: | Silvano (Torino) |

|            |           |          |
| Giusti 89’ | Marcatori | 29’ Muci |

| Arbitro: | Tassini (Verona) |

|  |           |                            |
|  | Marcatori | 39’ Antonini 45’ Puricelli |

| Arbitro: | Dattilo (Roma) |

|             |           |  |
| Lorenzi 52’ | Marcatori |  |

| Arbitro: | Savio (Torino) |

|                             |           |          |
| Brighenti 23’ Trevisani 24’ | Marcatori | 63’ Neri |

| Arbitro: | Canavesio (Torino) |

|                              |           |          |
| Tontodonati 41’ Tavellin 44’ | Marcatori | 30’ Muci |

| Arbitro: | Gemini (Roma) |

|  |           |             |
|  | Marcatori | 87’ Mazzola |

| Arbitro: | Dattilo (Roma) |

|                                 |           |  |
| Susmel 34’ (aut.) Cavigioli 78’ | Marcatori |  |

| Arbitro: | Boffardi (Genova) |

|                       |           |  |
| Fiumi 36’ Lorenzi 38’ | Marcatori |  |

| Arbitro: | Orlandini (Roma) |

|          |           |  |
| Mike 67’ | Marcatori |  |

| Arbitro: | Bertolio (Torino) |

|                                          |           |              |
| Simatoc 11’ Achilli 37’, 58’ Lorenzi 71’ | Marcatori | 80’ Gregorin |

| Arbitro: | Silvano (Torino) |

|                                 |           |                 |
| Neri 9’ Simatoc 17’ Achilli 75’ | Marcatori | 28’, 67’ Amadei |

| Arbitro: | Bonivento (Venezia) |

|             |           |  |
| Lorenzi 66’ | Marcatori |  |

| Arbitro: | Gamba (Napoli) |

|                                                |           |                                        |
| Trevisan 11’ Ispiro 15’ Tosolini 41’ Begni 84’ | Marcatori | 7’ Lorenzi 61’ Muci 70’ (rig.) Simatoc |

| Arbitro: | Scotto (Savona) |

|           |           |  |
| Merlin 4’ | Marcatori |  |

## Statistiche
Statistiche aggiornate al 4 luglio 1948.

### Statistiche di squadra
| Competizione | Punti | In casa | In casa | In casa | In casa | In casa | In casa | In trasferta | In trasferta | In trasferta | In trasferta | In trasferta | In trasferta | Totale | Totale | Totale | Totale | Totale | Totale | DR |
| Competizione | Punti | G       | V       | N       | P       | Gf      | Gs      | G            | V            | N            | P            | Gf           | Gs           | G      | V      | N      | P      | Gf     | Gs     | DR |
| ------------ | ----- | ------- | ------- | ------- | ------- | ------- | ------- | ------------ | ------------ | ------------ | ------------ | ------------ | ------------ | ------ | ------ | ------ | ------ | ------ | ------ | -- |
| Serie A      | 37    | 20      | 13      | 3       | 4       | 45      | 21      | 20           | 3            | 2            | 15           | 22           | 39           | 40     | 16     | 5      | 19     | 67     | 60     | 7  |
| Totale       | -     | 20      | 13      | 3       | 4       | 45      | 21      | 20           | 3            | 2            | 15           | 22           | 39           | 40     | 16     | 5      | 19     | 67     | 60     | 7  |